# Journal of Topology
Journal of Topology — рецензируемый научный журнал по топологии. 
Журнал был создан в 2008 году, когда редакция журнала Topology подала в отставку из-за увеличения цен на подписку. журнал издаётся издательством Оксфордского университета от имени лондонского математического общества.
Выходит ежеквартально с статьи, принятые к публикации статьи доступны онлайн.

## Показатели
- Журнал реферируется и индексируется в Mathematical Reviews и Zentralblatt MATH.
- В 2016 году MCQ журнала составил 1.10, по этому показателю он входит в сотню лучших математических журналов.